# Alglukozydaza alfa
Alglukozydaza alfa – glikoproteina, zmodyfikowana postać ludzkiej kwaśnej alfa-glukozydazy. Jest produkowana z zastosowaniem technologii rekombinowania DNA. Alglukozydaza alfa jest stosowana w enzymatycznej terapii zastępczej w chorobie Pompego.

## Wskazania
Aglukozydaza alfa jest wskazana do stosowania w długotrwałej, enzymatycznej terapii zastępczej (ang. Enzyme Replacement Therapy – ERT) u pacjentów w każdym wieku z potwierdzonym rozpoznaniem choroby Pompego (niedoborem kwaśnej alfa-glukozydazy). 

## Mechanizm działania
Kwaśna alfa glukozydaza (GAA) powoduje rozkład glikogenu, złożonej węglowodanowej cząstki w komórkach organizmu. U osób z chorobą Pompego enzym ten występuje w niewystarczającej ilości lub posiada wadę. W efekcie, glikogen jest gromadzony w częściach komórki zwanymi lizosomami. Nadmierne nagromadzenie glikogenu prowadzi ostatecznie do uszkodzenia funkcji mięśni. Aglukozydaza alfa przywraca działanie GAA umożliwiając pacjentom przetwarzanie glikogenu. Aglukozydaza alfa jest podawana drogą infuzji co dwa tygodnie. Dawka jest zależna od wagi pacjenta. 

## Skuteczność
Uważa się, że aglukozydaza alfa przywraca aktywność lizosomalnej kwaśnej glukozydazy alfa poprzez rozkład glikogenu, co prowadzi do stabilizacji oraz odbudowy funkcji mięśnia sercowego i mięśni szkieletowych (w tym mięśni oddechowych). Te czynniki wpływają na zatrzymanie postępującej choroby Pompego.